# Самбуру (язык)
Самбуру — (Burkeneji, E Lokop, Lokop, Nkutuk, Sambur, Samburu, Sampur) восточнонилотский язык, входящий в кластер маа вместе с масайским и паракуйю. Носители — одноимённый народ, живущий в округе Баринго, а также на южных и восточных берегах озера Баринго округа Самбуру провинции Рифт-Валли на севере Кении. Количество лексических совпадений с масайским — от 89 до 77 процентов. Лексика, связанная с ловлей рыбы, крокодилами и бегемотами, заимствована из языка эль-моло; этот язык обогатил и фонетику самбуру, а сам был им практически вытеснен. В городе Исиоло самбуру стал языком межнационального общения: до 45 % туркана говорят на самбуру.